# Малиновка (Кировоградская область)
Малиновка (укр. Малинівка) — село в Петровской поселковой общине Александрийского района Кировоградской области Украины.
До 2020 года входило в Петровский район
Население по переписи 2001 года составляло 492 человека. Телефонный код — 5237. Код КОАТУУ — 3524983401.